# Gaumáta
Gaumáta (staropersky 𐎥𐎢𐎶𐎠𐎫) byl perský král panující od března do září roku 522 př. n. l. Je zmiňován v Behistunském nápisu i v Hérodotových Dějinách, v obou případech jako muž médského původu (mág), stojící mimo achaimenovskou královskou dynastii. Oficiálně se prý vydával za syna Kýra Velikého Smerdia, který byl už nějakou dobu mrtev – jeho bratr král Kambýsés ho dal totiž tajně zavraždit.
Gaumátova osoba vyvolává mezi historiky kontroverze, neboť část z nich pokládá krále ve skutečnosti za Smerdia a výklad Behistunského nápisu za zmanipulovaný jeho zadavatelem, králem Dareiem I. Ten měl podle nich zájem vylíčit svého předchůdce jako uzurpátora, aby ospravedlnil svůj nástup na trůn. Hérodotos pak jen rozvíjí verzi tradovanou navenek.

## Gaumátova vzpoura
Podle Behistunského nápisu se mág Gaumáta/Smerdis vzbouřil 11. března 522 proti králi Kambýsovi II., synu zakladatele perské říše Kýra Velikého. Kambýsés se v té době nacházel u vojska, které právě dobylo Egypt, a pohyboval se tedy daleko od centra říše (podle Hérodota na zpáteční cestě v Sýrii). Samu rebelii klade nápis do města Paišijáuvády, jež patrně leželo na hranici Elamu a Persidy, ale bližší okolnosti neuvádí. Z Hérodotova vyprávění vyplývá, že mágové byli ve skutečnosti dva, jeden velmi podobný zavražděnému Smerdiovi, druhý působící ve funkci správce královského paláce. Ten byl také duší komplotu.
| „                      | Pak byl jeden muž, mág jménem Gaumáta, pozdvihl se v Paišijáuvádě, kde je hora Arakadriš, pozvedl se, když uplynulo čtrnáct dní z měsíce vijachny. A lhal bojovníkům takto: Já jsem Smerdis, syn Kýrův a bratr Kambýsův. | “ |
| — Behistunský nápis 11 | |   |

Nejpozději 1. července 522 uznaly Gaumátu jako legitimního krále hlavní perské državy, Persis a Médie, přičemž Behistunský nápis neobjasňuje, jak se to přesně sběhlo. Kambýsés, který se chystal zakročit, zatím nečekaně zemřel, aniž se stihl vrátit do Persie. Souběhem okolností přišla rychle se rozvíjející rebelie o hlavního protivníka (který navíc neměl mužského dědice) a zdálo se, že změna na trůně byla dovršena. Ale podle Hérodota odhalil v tuto chvíli velmož Otanés (Utána), že Gaumáta není pravým Smerdiem a začal formovat okruh spiklenců. Patřil k nim i Dareios, syn Hystaspův, člen mladší linie rodu Achaimenovců, který se právě vrátil z Egypta. Společně s ním a pěti dalšími šlechtici zorganizoval Otanés atentát na uchvatitele, jejž úspěšně provedli 29. září 522. Hérodotos klade událost do elamských Sus, zatímco dle nápisu to bylo na tvrzi Sikajauvatiš v Médii. V každém případě byla rebelie zlikvidována a Dareios provolán novým králem králů.

## Otázka totožnosti
O Gaumátově totožnosti se vedla a vede řada sporů, mnozí autoři oficiální verzi nevěří. Dareios byl podle nich sám uzurpátor, který odstranil legitimního krále Smerdia, aby se zmocnil vlády. Přesto existují i důvody, proč by tradiční pojetí mohlo být pravdivé.
1. Dareios sice mohl údaje o svém předchůdci zfalšovat, aby zdůraznil vlastní panovnickou legitimitu, za potomka královského rodu se však obvykle prohlašovali všichni tehdejší vzbouřenci. Z pozdějších odbojníků proti Dareiovi dva tvrdili, že jsou vnuky posledního babylónského krále Nabonida, jeden se vydával za prince Chšathritu z rodu médského krále Kyaxara a další opět za Smerdia.
2. Gaumáta nechal podle všeho zničit kultovní místa, kde byli uctíváni duchové zemřelých příslušníků mladší linie Achaimenovců. Na základě tehdejších náboženských představ se tím chránil před Dareiovou snahou zajistit si perský trůn. Nezdá se pravděpodobné, že by to musel činit pravý Smerdis, syn zakladatele perské říše.